# Альфредсон, Томас
Ханс Кристиан Томас Альфредсон (швед. Hans Christian Tomas Alfredson; род. 1 апреля 1965, Лидингё) — шведский актёр, кинорежиссёр, сценарист и монтажёр, лауреат премии BAFTA (2012). Наиболее известен по фильмам «Впусти меня» и «Шпион, выйди вон!».

## Биография
Родился в семье известного шведского комика Ханса Альфредсона и его жены Эльзы.
Карьера Альфредсона началась с киностудии AB Svensk Filmindustri, где он работал ассистентом режиссёра.
В 1995 году Альфредсон снимает свой первый шведскоязычный фильм — «Берт: Последний девственник», не пользовавшийся большой популярностью.
После прочтения романа «Впусти меня», написанного в 2004 году, Альфредсон решает экранизировать данный бестселлер. Фильм выходит в мировой прокат 26 января 2008 года и сразу же становится хитом. На Гётеборгском кинофестивале кинокартина получает главную премию «Dragon Award». После этого фильм получил четыре «Золотых жука», включая премию за лучшую режиссёрскую работу.
Закончив работу над «Впусти меня», Альфредсон выразил желание экранизировать детектив британского писателя Джона Ле Карре «Шпион, выйди вон!». Режиссёр приступил к работе в июле 2009 года, пригласив на главные роли таких знаменитых актёров, как Гэри Олдмен и Колин Фёрт. Фильм вышел в мировой прокат 16 сентября 2011 года.
В июле 2022 года стало известно о том, что Альфредсон будет режиссёром шестисерийного сериала по сценарию Сары Йонсен по мотивам фильма «Неверная», снятого в 2000 году Лив Ульман по сценарию Ингмара Бергмана.

### Личная жизнь
Томас Альфредсон был женат на директоре-администраторе Шведского института кино Сисси Эльвин. У них есть двое детей — сын Ларс и дочь Кёрстин.
В настоящее время Альфредсон проживает в городе Стокгольм.

## Фильмография
| Режиссёр              | Режиссёр                    | Режиссёр                     | Режиссёр                       |
| Полнометражные фильмы | Полнометражные фильмы       | Полнометражные фильмы        | Полнометражные фильмы          |
| Год                   | Русское название            | Оригинальное название        | Примечания                     |
| --------------------- | --------------------------- | ---------------------------- | ------------------------------ |
| 1994                  | Берт                        | Bert                         | также актёр и монтажёр         |
| 1995                  | Берт: Последний девственник | Bert: Den siste oskulden     | также актёр                    |
| 1999                  | Обманутые в Таллине         | Torsk på Tallinn             | также монтажёр                 |
| 2003                  | Офисное время               | Kontorstid                   |                                |
| 2004                  | Четыре коричневых оттенка   | Fyra nyanser av brunt        | также соавтор сценария и актёр |
| 2008                  | Впусти меня                 | Låt den rätte komma in       | также монтажёр                 |
| 2011                  | Шпион, выйди вон!           | Tinker, Tailor, Soldier, Spy | первый англоязычный фильм      |
| 2017                  | Снеговик                    | The Snowman                  |                                |
| 2020                  | Берегитесь банды Йонссона   | Se upp för Jönssonligan      | также соавтор сценария         |

## Награды и номинации
| - 1996 — номинация на премию «Золотой жук» — лучшая режиссёрская работа («Берт: Последний девственник»). - 2000 — премия «Серебряный шпиль» на Международном кинофестивале в Сан-Франциско («Обманутые в Таллине»). - 2004 — номинация на премию «Тигр» Роттердамского кинофестиваля за лучший фильм («Четыре коричневых оттенка»). - 2005 — 2 номинации на премию «Золотой жук»: лучшая режиссёрская работа («Четыре коричневых оттенка»; единственная победа), лучший сценарий («Четыре коричневых оттенка»). - 2008 — премия Ассоциации кинокритиков Чикаго в номинации «Наиболее перспективный новичок» («Впусти меня»). - 2008 — премия «Дракон» на Гётеборгском кинофестивале за лучший фильм («Впусти меня»). - 2008 — 2 номинации на Международном кинофестивале в Каталонии: лучший фильм («Впусти меня») и гран-при жюри («Впусти меня»; единственная победа). - 2008 — статуэтка за лучший фильм на кинофестивале «Трайбека» («Впусти меня»). - 2009 — премия «Бодил» за лучший не-американский фильм («Впусти меня»). - 2009 — премия «Золотой ворон» на Брюссельском кинофестивале фантастических фильмов за лучший фильм («Впусти меня»). | - 2009 — номинация на премию Европейского кинематографа за лучший фильм («Впусти меня»). - 2009 — премия «Золотой жук» за лучшую режиссёрскую работу («Впусти меня»). - 2009 — две статуэтки на Кинофестивале в Жерармере: лучший фильм («Впусти меня») и «Выбор критиков» («Впусти меня»). - 2010 — номинация на премию BAFTA за лучший фильм на иностранном языке («Впусти меня»). - 2010 — номинация на премию «Гойя» за лучший европейский фильм («Впусти меня»). - 2011 — номинация на премию «Золотой лев» на Венецианском кинофестивале за лучший фильм («Шпион, выйди вон!»). - 2011 — номинация на Премию британского независимого кино за лучшую режиссёрскую работу («Шпион, выйди вон!»). - 2011 — номинация на премию «Спутник» за лучшую режиссёрскую работу («Шпион, выйди вон!»). - 2012 — 2 номинации на премию BAFTA: лучший британский фильм («Шпион, выйди вон!»; победа) и лучшая режиссёрская работа («Шпион, выйди вон!»). |